# ۴۴۱ (قمری)
۴۴۱ (قمری)، چهارصد و چهل و یکمین سال در گاهشماری هجری قمری است. اول محرم این سال برابر با یازدهم ژوئن سال ۱۰۴۹ میلادی است.